# De sirene van Kopenhagen

De ligging van Denemarken in Europa.

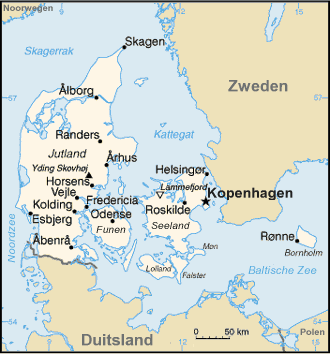
Overzichtskaart van Denemarken.

De sirene van Kopenhagen (een verwijzing naar Hans Christian Andersens sprookje en de sculptuur in Kopenhagen van De kleine zeemeermin; in het Frans: La Petite Sirène) is een spionageroman van auteur Gérard de Villiers en is het 13e deel uit de S.A.S.-reeks met als protagonist de Oostenrijkse prins en freelance CIA-agent Malko Linge.

## Het verhaal
Malko wordt door de CIA voor een korte vakantietrip naar Denemarken gezonden om daar een hooggeplaatste officier van het Oost-Duitse leger op te vangen die wil overlopen naar het vrije Westen.
De Oost-Duitser wordt door een onder Noorse vlag varend schip voor de kust van Denemarken gedropt.
Hierbij loopt echter alles in het honderd en hiervan krijgt de Deense pers lucht. De Deense pers spit in het verleden van Otto Wiegand, waaruit blijkt dat zijn eigenlijke naam Ossep Werhun is, een voormalige vooraanstaande nazi met een uiterst wreed oorlogsverleden.
Verder tonen zowel de KGB, de inlichtingendienst van de Sovjet-Unie en inlichtingendienst van Israël, de Mossad belangstelling voor Werhun.

## Personages
- Malko Linge, Oostenrijkse prins en CIA-agent;
- Otto Wiegand alias Ossep Werhun, een officier in het Oost-Duitse leger;
- Yona Liron, Israëlische geheim agent van de Mossad.